# Заречье (Липиничский сельсовет)
Заречье (бел. Зарэчча) — посёлок в Липиничском сельсовете Буда-Кошелёвского района Гомельской области Белоруссии.

## География

### Расположение
В 18 км на северо-восток от Буда-Кошелёво, 66 км от Гомеля, 9 км от железнодорожной станции Салтановка (на линии Жлобин — Гомель).

## Транспортная сеть
Транспортные связи по просёлочной, затем автомобильной дороге Жлобин — Гомель. Застройка деревянными домами усадебного типа.

## История
Основан в начале 1920-х годов переселенцами с соседних деревень на бывших помещичьих землях. В 1930 году жители деревни вступили в колхоз. На фронтах Великой Отечественной войны погибли 20 жителей. В 1959 году в составе колхоза имени В. И. Ленина (центр — деревня Буда Люшевская).
До 16 декабря 2009 года в составе Буда-Люшевского сельсовета.

## Население

### Численность
- 2004 год — 5 хозяйств, 6 жителей.

### Динамика
- 1959 год — 48 жителей (согласно переписи).
- 2004 год — 5 хозяйств, 6 жителей.